# Ernest Ludwik II
Ernst Ludwig II (ur. 8 sierpnia 1709 w Coburgu, zm. 24 lutego 1729 w Meiningen) – książę Saksonii-Meiningen. Pochodził z rodu Wettynów.
Urodził się jako drugi żyjący syn księcia Sachsen-Meiningen Ernesta Ludwika I i jego pierwszej żony księżnej Doroty Marii.
Po śmierci starszego brata Józefa Bernarda 22 marca 1724 został następcą tronu, a 24 listopada 1724 kiedy zmarł jego ojciec nowym monarchą.
Regencję w jego imieniu sprawowował książę Saksonii-Gotha-Altenburg Fryderyk II.
Zmarł bezżennie i bezdzietnie. Jego następcą został młodszy brat Karol Fryderyk.